# Sima Bina
Pour les articles homonymes, voir Bina (homonymie).
Sima Bina (en persan : سیما بینا), née le 4 janvier 1945 à Birdjand en Iran, est une chanteuse et compositrice iranienne de musique classique persane. Elle est également dessinatrice et peintre.

## Biographie
Sima Bina fait ses débuts chanteuse à neuf ans à la radio iranienne sous la direction de son père, Ahmad Bina, un compositeur et poète de musique classique persane avant d'étudier auprès de Javad Maroufi notamment mais aussi le style « radif » auprès du maître Abdollah Davami. Elle fait ensuite des études d'Art à l'université de Téhéran, dont elle est diplômée en 1969.
Elle commence des tournées internationales en 1993 et, dès lors, vit en partie à Téhéran et en partie à Cologne en Allemagne.